# Teodoro Fuchs
Teodoro Fuchs (cuyo nombre también se encuentra con las ortografías Theodoro o Theodor), nacido el 15 de marzo de 1908 en Chemnitz y fallecido el 28 de octubre de 1969 en Buenos Aires, fue un director de orquesta y un pedagogo musical argentino de origen judeo-alemán.
Hijo del rabino e historiador Hugo Chanoch Fuchs, estudió en Viena con Clemens Krauss, donde luego trabajó como director de orquesta en la Opera del Estado de Viena. En 1933 emigró con su familia a Turquía, y en 1937 se estableció en la Argentina, donde fue director de la Orquesta Sinfónica de Córdoba hasta 1957.
Luego se radicó en Buenos Aires, donde sucedió a Luis Gianneo como director de la Orquesta Sinfónica Juvenil de Radio Nacional hasta su fallecimiento. También se destacó como director de coros y como profesor en el Conservatorio Nacional de Buenos Aires.
Fue un gran difusor de la música de tradición germánica en la Argentina, miembro de una generación que contó con artistas como Erich Kleiber (el padre de Carlos Kleiber), el vienés Kurt Pahlen y Wilhelm Furtwängler, y que propulsó al ambiente musical argentino a nivel internacional. 

## Interpretaciones históricas
- En 1954 dirigió la primera audición argentina de la Novena Sinfonía de Anton Bruckner.[1]
- En noviembre de 1960, dirigió La voz humana de Francis Poulenc en el Teatro Colón.[2]
- En agosto de 1965, dirigió por primera vez a una joven Martha Argerich con la Orquesta Sinfónica Nacional, en un concierto para piano de Mozart[3]

## Actividad docente
Teodoro Fuchs tuvo una fecunda actividad docente; tuvo como alumnos entre otros a: 
- Carlos Roqué Alsina,
- Mario Davidovsky,
- Rodolfo Arizaga,
- Mario Benzecry,
- César Franchisena,
- Waldo de los Ríos,
- Juan Carlos Zorzi,
- Vicente Moncho,
- Martha Argerich,
- Simón Blech,
- Adelma Gómez,
- Mauricio Kagel
- Domingo Scarafia

## Citas
Oscar Carrescia: "Les repito (a mis estudiantes) una frase que mi maestro Teodoro Fuchs, repetía a menudo: Un artista llega a la madurez cuando es capaz de ejecutar los Allegros no muy allegro y los Adagios no muy adagio.